# Atje Keulen-Deelstra
Atje Kelen-Deelstra, née le 31 décembre 1938 à Grou et morte le 22 février 2013 à Leeuwarden, est une patineuse de vitesse néerlandaise notamment quatre fois championne du monde et trois fois médaillée olympique.

## Biographie
Entre 32 et 36 ans, Atje Kelen-Deelstra remporte quatre fois les championnats du monde toutes épreuves (en 1970, 1972, 1973 et 1974). Aux Jeux olympiques d'hiver de 1972 à Sapporo au Japon, alors qu'on s'attend à ce qu'elle obtienne un titre olympique, elle gagne une médaille d'argent et deux de bronze. Kelen-Deelstra concourt aussi sur d'autres distances puisqu'elle remporte des titres néerlandais en kortebaan (sur 140 mètres) et en marathon.

## Palmarès
| Épreuve                                   | Or                  | Argent         | Bronze                        |
| Jeux olympiques                           |                     | 1972 (1 000 m) | 1972 (1 500 m) 1972 (3 000 m) |
| Championnats du monde toutes épreuves     | 1970 1972 1973 1974 |                |                               |
| Championnats du monde de sprint           |                     | 1973 1974      | 1970                          |
| Championnats d'Europe toutes épreuves     | 1972 1973 1974      |                |                               |
| Championnats des Pays-Bas toutes épreuves | 1970 1972 1973 1974 | 1971           |                               |

## Records personnels
| Distance     | Temps         | Année |
| ------------ | ------------- | ----- |
| 500 mètres   | 43 s 78       | 1974  |
| 1 000 mètres | 1 min 28 s 26 | 1974  |
| 1 500 mètres | 2 min 15 s 84 | 1974  |
| 3 000 mètres | 4 min 49 s 7  | 1974  |